# پرسکاتشه
پرسکاتشه (به چکی: Přeskače) یک ناحیه در جمهوری چک است که در ناحیه زنویمو واقع شده‌است. پرسکاتشه ۴٫۹۲ کیلومتر مربع مساحت و ۱۰۶ نفر جمعیت دارد و ۳۶۶ متر بالاتر از سطح دریا واقع شده‌است.